# Estación Plá
Plá es una estación de ferrocarril ubicada en la localidad de Plá, en el partido de Alberti, Provincia de Buenos Aires, Argentina.

## Infraestructura
Fue construida por la Compañía General de Ferrocarriles en la Provincia de Buenos Aires en 1908, como parte de la vía que llegó a Patricios en ese mismo año.
En marzo de 1993 se suspendieron los servicios de pasajeros y de cargas, por lo que a partir de este momento dejaron de circular trenes por esta estación, En este momento se encuentra totalmente abandonada.
- Datos: Q5844262
- Multimedia: Plá train station / Q5844262